# Berggidsinsigne van de Politie
Het Berggidsinsigne van de Politie (Duits: Polizei-Bergführerabzeichen) was een van de onderscheidingen van de Duitse politie. In het Derde Rijk werden alle politie- en veiligheidsdiensten door het Reichssicherheitshauptamt in Berlijn gecoördineerd, zij stonden onder bevel van Heinrich Himmler.
Daarom wordt ook op de insignes van de gediplomeerde berggidsen van de politie, naast een traditioneel motief als de edelweiss, een hakenkruis afgebeeld.
Het insigne is van zilver met groen en wit email. Insignes als deze zijn zeldzaam.